# 1904 en musique
| \| • Retour à la chronologie générale de la musique populaire • \| |
| XXIe siècle • XXe siècle • XIXe siècle • XVIIIe siècle XVIIe siècle • XVIe siècle • XVe siècle • XIVe siècle XIIIe siècle • XIIe siècle • XIe siècle • Xe siècle IXe siècle • VIIIe siècle • Haut Moyen Âge • Rome • Grèce |
| • Retour à la chronologie générale de la musique populaire • |

| • Retour à la chronologie générale de la musique populaire • |

| Années de la musique populaire : 1901 - 1902 - 1903 - 1904 - 1905 - 1906 - 1907    |
| Décennies de la musique populaire : 1870 - 1880 - 1890 - 1900 - 1910 - 1920 - 1930 |

Cet article présente les faits marquants de l'année 1904 en musique.

## Évènements
- Hugh Cannon publie He Done Me Wrong, première version connue de la chanson Frankie and Johnny[1].
- Le Haydn Quartet, ensemble vocal, enregistre The Camp Meeting Jubilee, chanson dans laquelle figurent les paroles « We've been rockin' an' rolling in your arms », un des premiers titres connus utilisant les termes « Rock » et « Roll »[2].
- Juin : Billy Murray enregistre Meet Me in St. Louis[3].
- 10 octobre : Frank Stanley et Byron Harlan enregistrent Battle Cry of Freedom[4].
- 2 décembre : Billy Murray enregistre The Yankee Doodle Boy[5].

## Naissances
- 25 mars : Pete Johnson, pianiste de boogie-woogie et de jazz américain († 23 mars 1967).
- 11 juin : Pine Top Smith, pianiste de boogie-woogie et de blues américain († 15 mars 1929).

## Principaux décès
- 7 juin : Jean Varney, auteur-compositeur-interprète français, né en 1868.